# برهان بور
برهان پور هي مدينة تقع في ولاية ماديا براديش وسط الهند.
تقع المدينة على الضفة الشمالية لنهر تابتي على بعد 500 كليو متر من بومباي.

## أعلام
- شريف الدين بيرزادہ
- المتقي الهندي
- ممتاز محل
- آصف جاه قمر الدين
- بهادر شاه الأول

## معرض

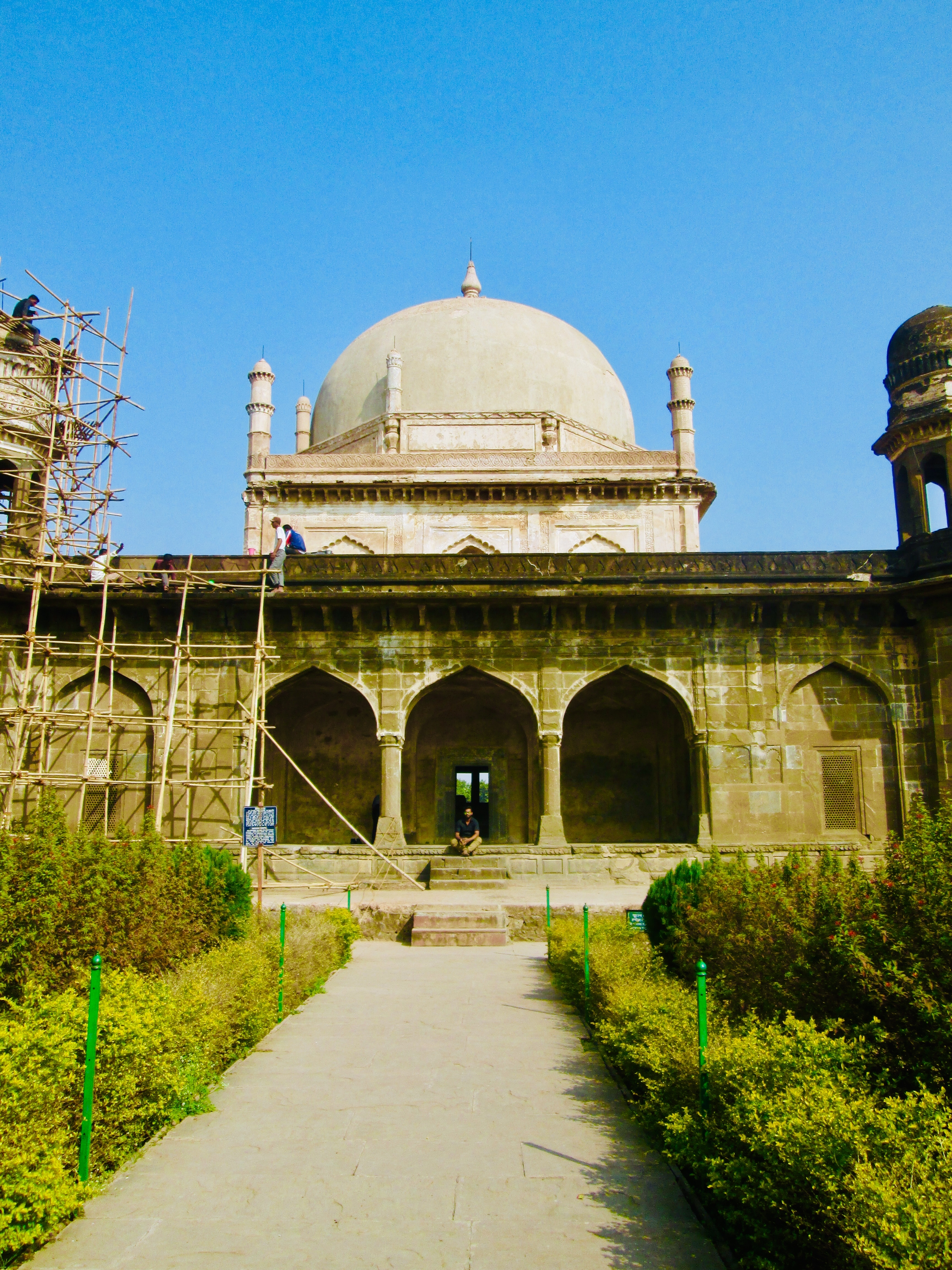
تاج محل الأسود، برهان بور
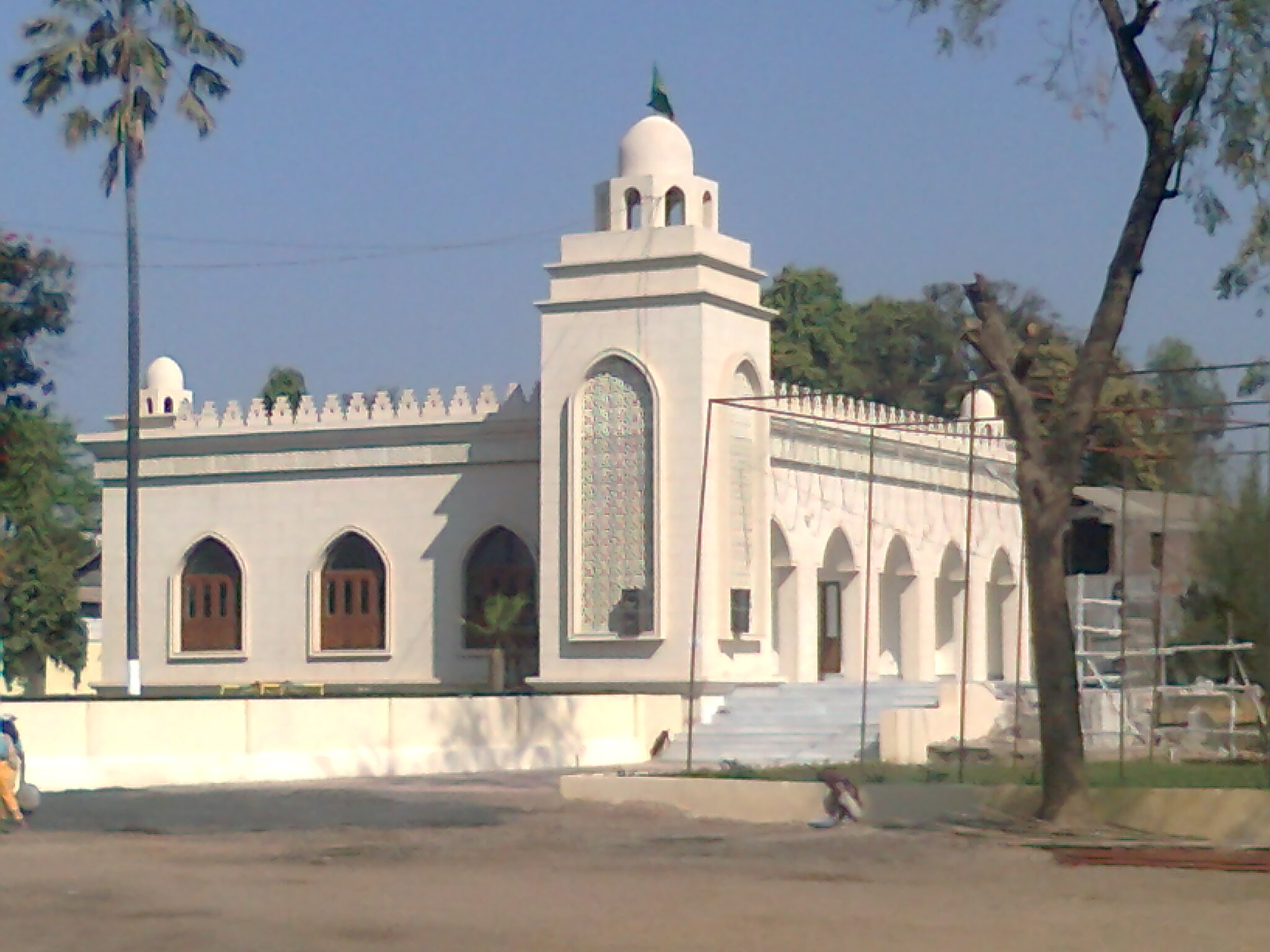
مسجد برهان بور
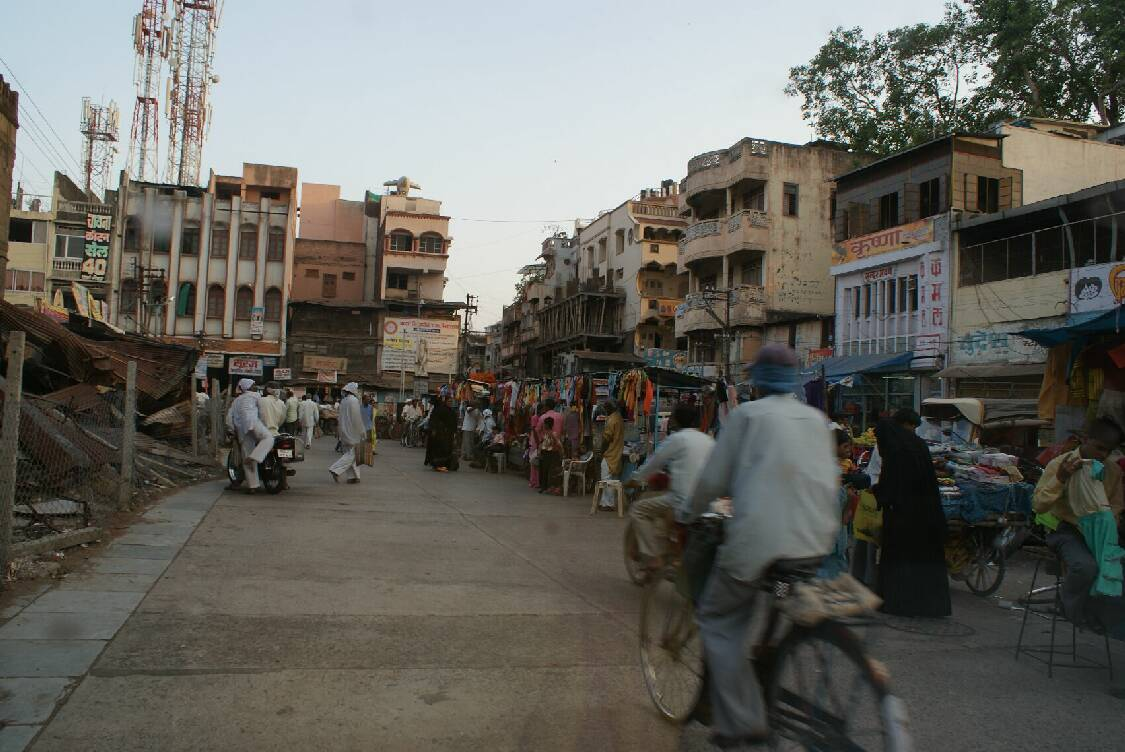
شوارع مدينة برهان بور
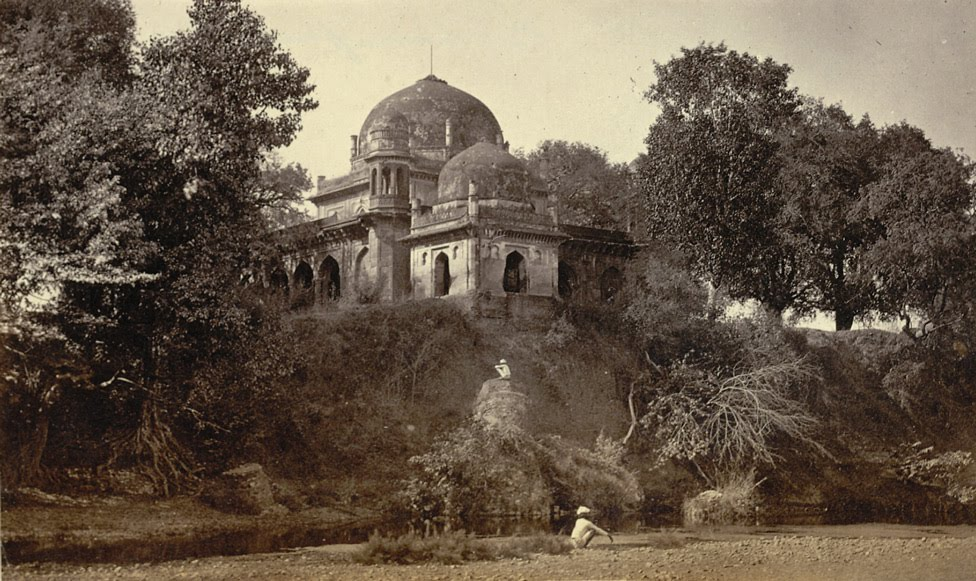
مقبرة في مدينة برهان بور 1860

## المصدر
1. ↑   https://www.thesikhencyclopedia.com/india/burhanpur. {{استشهاد ويب}}: |url= بحاجة لعنوان (مساعدة) والوسيط |title= غير موجود أو فارغ (من ويكي بيانات) (مساعدة)
2. ↑  GeoNames (بالإنجليزية), 2005, QID:Q830106
3. ↑  معجم المشاريع الحسينيّة - الجزء الأوّل: دائرة المعارف الحسينية - آية الله الدکتور الشیخ محمّد صادق محمّد الکرباسي - Google Books نسخة محفوظة 19 أبريل 2016 على موقع واي باك مشين.